# Reichstagswahlkreis Regierungsbezirk Kassel 3

Die Wahlkreisaufteilung des Deutschen Reichs.

Der Reichstagswahlkreis Regierungsbezirk Kassel 3 (in der reichsweiten Durchnummerierung auch Reichstagswahlkreis 195; nach den Kreisen im Wahlkreis auch Reichstagswahlkreis Fritzlar-Homberg-Ziegenhain genannt) war der dritte Reichstagswahlkreis im Regierungsbezirk Kassel der preußischen Provinz Hessen-Nassau für die Reichstagswahlen im Deutschen Reich und im Norddeutschen Bund von 1867 bis 1918.

## Wahlkreiszuschnitt
Er umfasste die ehemaligen kurhessischen Kreise Fritzlar, Homberg und Ziegenhain.
| Jahr | Einwohner |
| ---- | --------- |
| 1890 | 80.351    |
| 1895 | 80.583    |
| 1900 | 80.596    |
| 1905 | 83.367    |
| 1910 | 83.396    |

|      | Landwirtschaft | Industrie und Gewerbe | Handel und Dienstleistungen |
| ---- | -------------- | --------------------- | --------------------------- |
| 1895 | 67,4           | 21,4                  | 11,2                        |
| 1907 | 67,3           | 23,4                  | 9,3                         |

|      | Evangelisch | Katholisch |
| ---- | ----------- | ---------- |
| 1890 | 93,3        | 3,6        |
| 1905 | 93,4        | 4,1        |
| 1910 | 93,6        | 4,0        |

## Abgeordnete
| Wahl                                | Abgeordneter                  | Partei | Bild |
| ----------------------------------- | ----------------------------- | ------ | ---- |
| Reichstagswahl Februar 1867         | Eduard Wiegand                | NL     |      |
| Reichstagswahl August 1867 bis 1870 | Karl Bernhardi                | NL     |      |
| Ersatzwahl 1870 bis 1871            | Oskar von Meibom              | NL     |      |
| Reichstagswahl 1871 bis 1881        | Wilhelm Wehrenpfennig         | NL     | 0    |
| Reichstagswahl 1881 bis 1887        | Otto von Gehren               | K      | 0    |
| Reichstagswahl 1887 bis 1912        | Max Liebermann von Sonnenberg | DRefP  |      |
| Reichstagswahl 1912 bis 1912        | Heinrich Hestermann           | DBB    |      |

## Wahlen

### 1867 (Februar)
Es fand nur ein Wahlgang statt. Die Zahl der Wahlberechtigten betrug 16271. 10181 Stimmen wurden abgegeben, die Wahlbeteiligung betrug 62,6 %.Die Zahl der gültigen Stimmen betrug 10158.
| Kandidat       | Partei | Stimmen | in %   | Anmerkungen |
| -------------- | ------ | ------- | ------ | ----------- |
| Eduard Wiegand | NL     | 8920    | 87,8 % | 0           |

### 1867 (August)
Es fand nur ein Wahlgang statt. Die Zahl der gültigen Stimmen betrug 4324.
| Kandidat            | Partei | Stimmen | in %   | Anmerkungen |
| ------------------- | ------ | ------- | ------ | ----------- |
| Sigismund Bernhardi | NL     | 3584    | 82,9 % | 0           |

Bernhardi legte sein Mandat Anfang Februar 1870 nieder.

### Ersatzwahl 1870
Bei der Ersatzwahl 12. März 1870 fand nur ein Wahlgang statt. Die Zahl der gültigen Stimmen betrug 3170.
| Kandidat          | Partei   | Stimmen | in %   | Anmerkungen  |
| ----------------- | -------- | ------- | ------ | ------------ |
| Oskar von Meibom  | NL       | 2458    | 77,5 % | 0            |
| Karl von Eschwege | K        | 621     | 19,6 % | Landrat, MdK |
| 0                 | Sonstige | 91      | 2,9    | 0            |

### 1871
Es fand nur ein Wahlgang statt. Die Zahl der Wahlberechtigten betrug 16136. 5555 Stimmen wurden abgegeben, die Wahlbeteiligung betrug 34,4 %.Die Zahl der gültigen Stimmen betrug 5247.
| Kandidat              | Partei   | Stimmen | in %   | Anmerkungen |
| --------------------- | -------- | ------- | ------ | ----------- |
| Wilhelm Wehrenpfennig | NL       | 4922    | 93,6 % | 0           |
| Karl von Eschwege     | K        | 313     | 6 %    | 0           |
| 0                     | Sonstige | 22      | 0,4    | 0           |

### 1874
Es fand nur ein Wahlgang statt. Die Zahl der Wahlberechtigten betrug 14504. 5081 Stimmen wurden abgegeben, die Wahlbeteiligung betrug 35 %.Die Zahl der gültigen Stimmen betrug 5064.
| Kandidat                         | Partei   | Stimmen | in %  | Anmerkungen                          |
| -------------------------------- | -------- | ------- | ----- | ------------------------------------ |
| Wilhelm Wehrenpfennig            | NL       | 4456    | 88 %  | 0                                    |
| Karl von Eschwege                | K        | 98      | 1,9 % | 0                                    |
| Wilhelm Franz Karl Adam Kreisler | Zentrum  | 328     | 6,5 % | Stadtpfarrer und Dechant in Fritzlar |
| 0                                | Sonstige | 182     | 3,6   | 0                                    |

### 1877
Es fand nur ein Wahlgang statt. Die Zahl der Wahlberechtigten betrug 15055. 7889 Stimmen wurden abgegeben, die Wahlbeteiligung betrug 52,4 %.Die Zahl der gültigen Stimmen betrug 7872.
| Kandidat                         | Partei   | Stimmen | in %   | Anmerkungen                              |
| -------------------------------- | -------- | ------- | ------ | ---------------------------------------- |
| Wilhelm Wehrenpfennig            | NL       | 5295    | 67,3 % | 0                                        |
| Karl von Eschwege                | K        | 1741    | 22,1 % | 0                                        |
| Wilhelm Franz Karl Adam Kreisler | Zentrum  | 143     | 1,8 %  | 0                                        |
| Heinrich Keil                    | Hess RP  | 680     | 8,6 %  | Landwirt und Bürgermeister von Unshausen |
| 0                                | Sonstige | 13      | 0,2    | 0                                        |

Mandat von Wehrenpfennig am 5. Januar 1878 durch die Ernennung von Wehrenpfennig zum Geheimen Regierungsrat im Ministerium für Handel und Gewerbe in Berlin erloschen.

### Ersatzwahl 28. Februar 1878
Bei der Ersatzwahl 28. Februar 1878 fand nur ein Wahlgang statt. Die Zahl der gültigen Stimmen betrug 5887.
| Kandidat              | Partei   | Stimmen | in %   | Anmerkungen |
| --------------------- | -------- | ------- | ------ | ----------- |
| Wilhelm Wehrenpfennig | NL       | 4086    | 69,4 % | 0           |
| Ernst Weyrauch        | K        | 1145    | 19,4 % | 0           |
| Karl von Eschwege     | K        | 597     | 10,1 % | 0           |
| 0                     | Sonstige | 59      | 1      | 0           |

### 1881
Es fand nur ein Wahlgang statt. Die Zahl der Wahlberechtigten betrug 14845. 7256 Stimmen wurden abgegeben, die Wahlbeteiligung betrug 48,9 %.Die Zahl der gültigen Stimmen betrug 7247.
| Kandidat                         | Partei   | Stimmen | in %   | Anmerkungen         |
| -------------------------------- | -------- | ------- | ------ | ------------------- |
| Otto von Gehren                  | K        | 3702    | 51,1 % | 0                   |
| Arthur von Griesheim             | NL       | 3244    | 44,7 % | Tabakfabrikant, MdL |
| Wilhelm Franz Karl Adam Kreisler | Zentrum  | 201     | 2,8 %  | 0                   |
| 0                                | K        | 80      | 1,1 %  | 0                   |
| 0                                | Sonstige | 20      | 0,3    | 0                   |

### 1884
Es fand nur ein Wahlgang statt. Die Zahl der Wahlberechtigten betrug 14482. 7162 Stimmen wurden abgegeben, die Wahlbeteiligung betrug 49,5 %.Die Zahl der gültigen Stimmen betrug 7158.
| Kandidat           | Partei   | Stimmen | in %   | Anmerkungen                        |
| ------------------ | -------- | ------- | ------ | ---------------------------------- |
| Otto von Gehren    | K        | 3779    | 52,8 % | 0                                  |
| Karl David Maeckel | NL       | 3268    | 45,9 % | Bürgermeister von Frielendorf, MdK |
| 0                  | K        | 56      | 0,8 %  | 0                                  |
| 0                  | Sonstige | 37      | 0,5    | 0                                  |

### 1887
Es fand nur ein Wahlgang statt. Die Zahl der Wahlberechtigten betrug 15022. 9939 Stimmen wurden abgegeben, die Wahlbeteiligung betrug 66,2 %.Die Zahl der gültigen Stimmen betrug 9924.
| Kandidat                           | Partei     | Stimmen | in %   | Anmerkungen |
| ---------------------------------- | ---------- | ------- | ------ | ----------- |
| Otto von Gehren                    | K          | 5632    | 56,7 % | 0           |
| Max Hugo Liebermann von Sonnenberg | AS (DRefP) | 3896    | 39,3 % | 0           |
| Wilhelm Franz Karl Adam Kreisler   | Zentrum    | 257     | 3,6 %  | 0           |
| 0                                  | Sonstige   | 39      | 0,4    | 0           |

### 1890
Die Konservativen, die seit 1881 den Wahlkreis gewonnen hatten, waren 1890 zerstritten. Die Mehrzahl der Konservativen unterstützte weiter Otto von Gehren, eine „Agrariergruppe“ sprach sich stattdessen für Philipp von Hanau-Hořovice aus. Es fand nur ein Wahlgang statt. Die Zahl der Wahlberechtigten betrug 15302. 10261 Stimmen wurden abgegeben, die Wahlbeteiligung betrug 67,1 %.Die Zahl der gültigen Stimmen betrug 10251.
| Kandidat                           | Partei   | Stimmen | in %   | Anmerkungen |
| ---------------------------------- | -------- | ------- | ------ | ----------- |
| Max Hugo Liebermann von Sonnenberg | DRefP    | 6269    | 61,2 % | 0           |
| Otto von Gehren                    | K        | 934     | 9,1 %  | 0           |
| Philipp von Hanau-Hořovice         | K        | 2947    | 28,7 % | 0           |
| Max von Forckenbeck                | DFrP     | 82      | 0,8 %  | 0           |
| 0                                  | Sonstige | 19      | 0,2    | 0           |

### 1893
Es fand nur ein Wahlgang statt. Die Zahl der Wahlberechtigten betrug 15573. 10560 Stimmen wurden abgegeben, die Wahlbeteiligung betrug 67,8 %.Die Zahl der gültigen Stimmen betrug 10546.
| Kandidat                           | Partei   | Stimmen | in %   | Anmerkungen                                                              |
| ---------------------------------- | -------- | ------- | ------ | ------------------------------------------------------------------------ |
| Max Hugo Liebermann von Sonnenberg | DRefP    | 6482    | 61,5 % | 0                                                                        |
| Oldenburg                          | K        | 2406    | 22,8 % | Oberamtmann auf Wilhelmshof bei Hersfeld, Provinzialvorsitzender des BdL |
| Johann Pestalozzi                  | NL       | 306     | 2,9 %  | Pächter der Staatsdomäne Morchen, Mitglied des BdL, 1900 Konkurs         |
| Richard Müller                     | Z        | 183     | 1,7 %  | 0                                                                        |
| August Jordan                      | SPD      | 395     | 3,8 %  | 1846-1938, Schreinermeister, später Stadtverordneter in Kassel           |
| Julius Martin                      | HessRP   | 759     | 7,2 %  | 0                                                                        |
| 0                                  | Sonstige | 15      | 0,1    | 0                                                                        |

### 1898
Es fand nur ein Wahlgang statt. Die Zahl der Wahlberechtigten betrug 15657. 6345 Stimmen wurden abgegeben, die Wahlbeteiligung betrug 40,5 %.Die Zahl der gültigen Stimmen betrug 6328.
| Kandidat                           | Partei   | Stimmen | in %   | Anmerkungen |
| ---------------------------------- | -------- | ------- | ------ | ----------- |
| Max Hugo Liebermann von Sonnenberg | DRefP    | 4818    | 76,1 % | 0           |
| Richard Müller                     | Z        | 83      | 1,3 %  | 0           |
| August Jordan                      | SPD      | 523     | 8,3 %  | 0           |
| Julius Martin                      | HessRP   | 833     | 13,2 % | 0           |
| 0                                  | Sonstige | 71      | 1,1    | 0           |

### 1903
Es fand nur ein Wahlgang statt. Die Zahl der Wahlberechtigten betrug 16707. 10006 Stimmen wurden abgegeben, die Wahlbeteiligung betrug 67,8 %.Die Zahl der gültigen Stimmen betrug 9974.
| Kandidat                           | Partei   | Stimmen | in %   | Anmerkungen                           |
| ---------------------------------- | -------- | ------- | ------ | ------------------------------------- |
| Max Hugo Liebermann von Sonnenberg | DRefP    | 6767    | 67,8 % | 0                                     |
| Johann Ludwig (Louis) Wagner       | K        | 2190    | 22 %   | 1851-1908, Superintendent in Eschwege |
| Richard Müller                     | Z        | 352     | 3,5 %  | 0                                     |
| August Jordan                      | SPD      | 644     | 6,5 %  | 0                                     |
| 0                                  | Sonstige | 21      | 0,2    | 0                                     |

### 1907
Es fand nur ein Wahlgang statt. Die Zahl der Wahlberechtigten betrug 17926. 14182 Stimmen wurden abgegeben, die Wahlbeteiligung betrug 79,1 %.Die Zahl der gültigen Stimmen betrug 14146.
| Kandidat                           | Partei   | Stimmen | in %   | Anmerkungen |
| ---------------------------------- | -------- | ------- | ------ | ----------- |
| Max Hugo Liebermann von Sonnenberg | AS       | 8966    | 63,4 % | 0           |
| Richard Müller                     | Z        | 449     | 3,2 %  | 0           |
| Heinrich Freudenstein              | FrVG     | 3763    | 26,6 % | 0           |
| August Jordan                      | SPD      | 795     | 5,6 %  | 0           |
| Julius Martin                      | HessRP   | 164     | 1,1 %  | 0           |
| 0                                  | Sonstige | 9       | 0,1    | 0           |

### 1912
Es fanden zwei Wahlgänge statt. Die Zahl der Wahlberechtigten betrug 18881. 16054 Stimmen wurden im ersten Wahlgang abgegeben, die Wahlbeteiligung betrug 85 %.Die Zahl der gültigen Stimmen betrug 16029.
| Kandidat              | Partei   | Stimmen | in %   | Anmerkungen                |
| --------------------- | -------- | ------- | ------ | -------------------------- |
| Heinrich Hestermann   | DBB      | 4338    | 27,1 % | 0                          |
| Johann Henningsen     | DSozP    | 7453    | 46,5 % | Generalsekretär in Hamburg |
| Cornelius Trieschmann | HessBB   | 1297    | 8,1 %  | 0                          |
| Walter Laporte        | FoVP     | 1914    | 11,9 % | 0                          |
| 0                     | SPD      | 1027    | 6,4 %  | 0                          |
| 0                     | Sonstige | 0       | 0      | 0                          |

16523 Stimmen wurden in der Stichwahl abgegeben, die Wahlbeteiligung betrug 87,5 %.Die Zahl der gültigen Stimmen betrug 16488.
| Kandidat            | Partei | Stimmen | in %   | Anmerkungen |
| ------------------- | ------ | ------- | ------ | ----------- |
| Heinrich Hestermann | DBB    | 8525    | 51,7 % | 0           |
| Johann Henningsen   | DSozP  | 7963    | 48,3 % | 0           |